# Daviesia
Daviesia é um género botânico pertencente à família Fabaceae.